# John James Walker
John James Walker (1825-1900) va ser un matemàtic anglès, que va ser president de la London Mathematical Society.

## Vida i Obra
El seu pare era el cap d'estudis de les escoles en què va estudiar: la London High School i al Plymouth New Grammar School. Com que la seva família era d'origen irlandès, va anar a estudiar matemàtiques i física al Trinity College (Dublín) on es va graduar el 1846 i va obtenir el màster el 1857.
De 1853 a 1862 va ser tutor privat de la rica família Guinness, els més famosos cervesers d'Irlanda. El 1865 va retornar a Londres i va ser nomenat professor de matemàtiques aplicades al University College de Londres. El 1883 va ser escollit fellow de la Royal Society. El 1888 es va retirar de la docència i es va dedicar a la recerca matemàtica pel seu compte la resta de la seva vida.
Els seus treballs més originals versen sobre àlgebra avançada (anàlisi de corbes planes) i sobre quaternions (que considera com els millors instruments de recerca).